# Диана: История любви
«Диа́на: Исто́рия любви́» (англ. Diana) — биографическая драма режиссёра Оливера Хиршбигеля, рассказывающая о двух последних годах жизни Дианы, принцессы Уэльской. Сценарий фильма основан на книге Кейт Снелл Diana: Her Last Love. В роли принцессы Уэльской — Наоми Уоттс.
Мировая премьера фильма прошла в Лондоне 5 сентября 2013 года. Премьера в России состоялась 5 декабря 2013 года.

## Сюжет
Фильм рассказывает о двух последних годах жизни Дианы, начиная с её развода с принцем Чарльзом. Диана влюбляется в пакистанского кардиохирурга Хасната Хана. В фильме показаны поездки Дианы в Анголу с кампанией против использования противопехотных мин, в Австралию, Пакистан, Нью-Йорк, Боснию, Италию и, наконец, в Париж; кроме того, воссозданы модные образы леди Ди. Отношения с Кханом заходят в тупик из-за желания Хасната жить своей жизнью и гиперпопулярности Дианы. Знакомство Дианы с египтянином Доди аль-Файедом рассматривается как попытка заставить Хана ревновать, приведшая к гибели принцессы.

## В ролях
| Актёр         | Роль                     |
| ------------- | ------------------------ |
| Наоми Уоттс   | Диана принцесса Уэльская |
| Навин Эндрюс  | доктор Хаснат Хан        |
| Кэс Анвар     | Доди аль-Файед           |
| Лоренс Белчер | принц Уильям             |
| Гарри Холланд | принц Гарри              |
| Дуглас Ходж   | Пол Баррел               |

## Производство
Сценарий, основанный на книге Кейт Снелл «Diana: Her Last Love», был написан Стефеном Джеффрисом. Роберт Бернштейн и Дуглас Рэй спродюсировали фильм для Ecosse Films. Британская актриса Наоми Уоттс сыграла главную роль.
Ключевая сцена отдыха Дианы и Доди аль-Файеда на его семейной яхте были сняты на 45-метровой яхте класса люкс «Принцесса Иоланта». Начальная и завершающая сцены в президентском люксе парижского отеля Риц снимались в суррейском «Fetcham Park House».

## Отзывы
Фильм получил преимущественно негативные отзывы. На сайте Rotten Tomatoes фильм имеет рейтинг 8 % с оценкой 3,5/10 на основе 97 отзывов. На сайте Metacritic фильм получил оценку 35/100 на основе 28 отзывов.
Дэвид Эдвардс из The Daily Mirror, крайне недовольный актёрской игрой, присудил фильму лишь одну звезду из пяти. Питер Бредшоу из The Guardian также присудил одну звезду из пяти и назвал фильм «кинокатастрофой».
Джошуа Роткопф из Time Out назвал игру Уоттс «экстраординарной» и дал фильму три звезды из пяти.